# Torre de San Jacinto
La torre de San Jacinto, también conocida como Torre de Modolón, es una torre almenara situada en el municipio español de Almonte, en la provincia de Huelva. Se trata de una de las construcciones pertenecientes a la antigua red de torres de vigilancia costera ubicadas por todo el sur del litoral español. Es la torre almenara más oriental de la provincia de Huelva, ubicada a 8,3 km de la siguiente más cercana, la Torre Zalabar. Desde 1985 se encuentra declarada Bien de Interés Cultural.

## Historia
En el siglo XVI, Felipe II encargó la fortificación de las costas occidentales de Andalucía, desde el Estrecho de Gibraltar hasta Ayamonte, completando el proyecto iniciado en la vertiente mediterránea de la península Ibérica y que comenzó durante el reinado de su padre, Carlos I.

## Descripción
Se trata de una torre troncocónica, cuyo aparejo es de mampuesto enfoscado. Su altura es de 15 metros. Es la única que presenta cuatro buhardas en lugar de una perpendicular a la entrada.
Se encuentra alejada de la línea de costa, sin visión directa en la actualidad debido a las acumulaciones arenosas que modificaron el litoral en el margen de la desembocadura del Guadalquivir en la Punta de Malandar. Por otra parte, la masa arbórea de pino piñonero, oculta gran parte de la construcción. A pesar de ello, presenta un buen estado de conservación. Se tiene constancia que en 1956 aún se encontraba a la orilla del océano Atlántico.